# Алтарь Победы

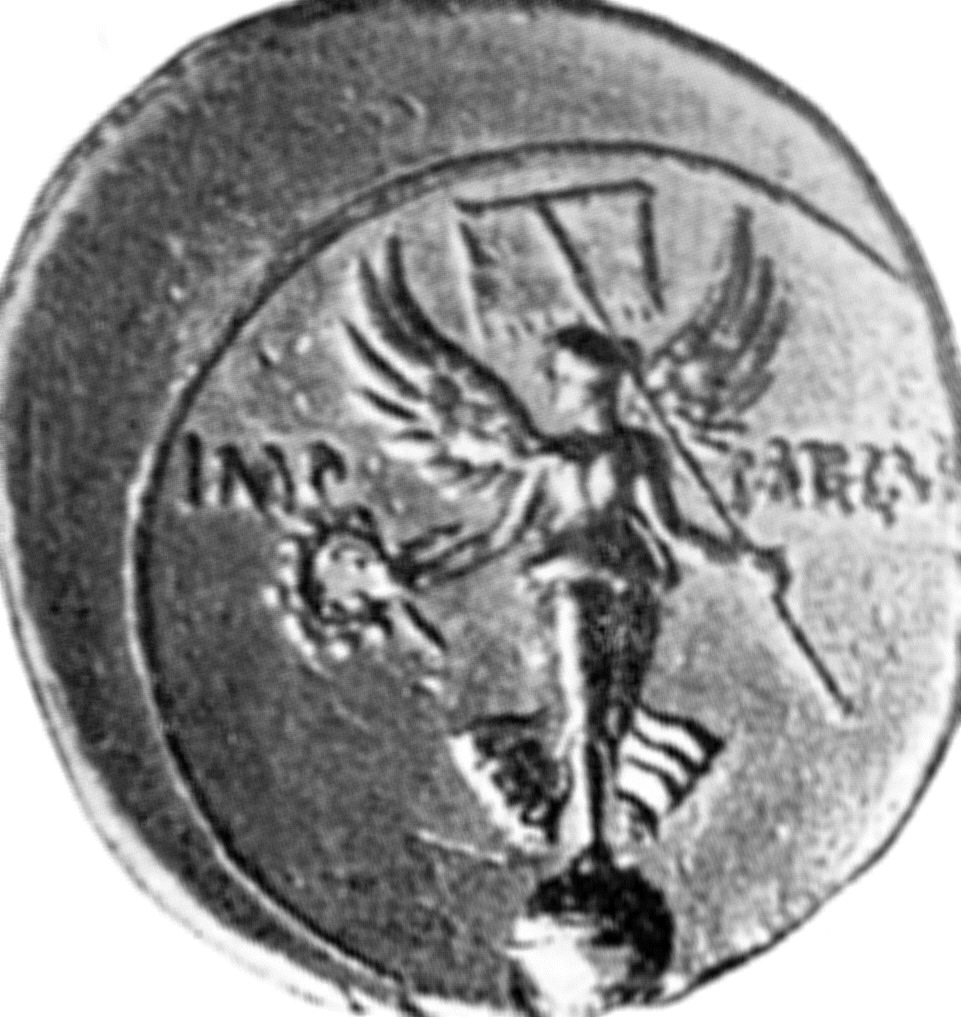
Статуя богини Виктории на монете времён императора Августа

Алтарь победы — алтарь, находившийся в здании римского Сената (Курии), украшенный золотой статуей богини Виктории. Алтарь был установлен Октавианом в 29 году до н. э. в честь победы над Антонием и Клеопатрой в битве при Акции. Статуя представляла собой крылатую женщину, держащую в руке лавровый венок победителя. Эта статуя была захвачена римлянами у Пирра в 272 году до н. э.
Алтарь был вынесен из Курии императором Констанцием II в 357 году, возвращён обратно Юлианом Отступником и вновь вынесен Грацианом в 382 году. После смерти Грациана, префект Рима Квинт Аврелий Симмах неоднократно просил императора Валентиниана II восстановить алтарь. Его просьбы сталкивались с сильным противодействием Амвросия, епископа Медиолана, имевшего большое влияние на императора, чья резиденция располагалась в Медиолане. Все просьбы восстановить алтарь отклонялись и в дальнейшем, однако он все же был восстановлен узурпатором Евгением во время его короткого правления в 392—394 годах, а затем уже навсегда вынесен из здания Сената. Дальнейшая судьба алтаря неизвестна.

## В культуре
Реконструкция событий, связанных с выносом алтаря из здания Сената, составляет основу сюжета исторического романа Валерия Брюсова «Алтарь Победы».